# 루카스 비글리아
루카스 로드리고 비글리아(스페인어: Lucas Rodrigo Biglia, 1986년 1월 30일 ~)는 아르헨티나의 은퇴한 축구 선수로, 수비형 미드필더로 활약했다.

## 클럽
안데를레흐트
- 벨기에 1부 리그/벨기에 프로 리그 (3) : 2006–07, 2009–10, 2011-12
- 벨기에 컵 (1): 2007–08
- 벨기에 슈퍼컵 (4): 2006, 2007, 2010, 2012